# Attacini
Los atacinos (Attacini) son una tribu de lepidópteros ditrisios de la familia Saturniidae. Son mariposas de tamaño grande y tienen una envergadura de alas que varía de los 7,5 cm hasta los 15 cm.

## Géneros
- Archaeoattacus
- Archaeosamia
- Attacus
- Callosamia
- Coscinocera
- Drepanoptera
- Epiphora
- Eupackardia
- Faidherbia
- Hyalophora
- Rothschildia
- Samia[1]